# Ctiboř (Tachovi járás)
Ctiboř település Csehországban, Tachovi járásban. Ctiboř Chodský Újezd, Halže és Tachov településekkel határos. Lakosainak száma 315 fő (2024. január 1.).

## Népesség
A település lakosságának változását az alábbi diagram mutatja:
| Lakosok száma | 507  | 511  | 527  | 314  | 262  | 326  | 316  | 319  | 301  | 315  |
|               | 1869 | 1890 | 1921 | 1950 | 1980 | 2001 | 2017 | 2019 | 2022 | 2024 |